# الأس الثنائي
في الرياضيات، قوة العدد اثنين (بالإنجليزية: Power of two)‏ تعني عددا يكتب على الشكل 2n حيث n عدد صحيح.
بما أن 2 هو قاعدة نظام العد الثنائي، فإن قوة العدد اثنين تستعمل بشكل كثيف في علم الحاسوب. انظر أيضا إلى قوة العدد عشرة.

## أعداد ميرسن الأولية
يُدعى عدد أولي ما، أصغر بواحد من قوة ما لعدد ما، عددا أوليا لميرسين. على سبيل المثال، 31 هو عدد أولي لميرسين لأنه أصغر بواحد من العدد 32، والذي هو القوة الخامسة للعدد 2. وبشكل مماثل، عدد أولي ما يكبر قوة للعدد اثنين بواحد، 257 مثالا، وحيث يكون الأس ذاته قوة للعدد اثنين، يسمى عددا لفيرما.